# Casimir Brau
Casimir Brau (1878–1934) was een Franse beeldhouwer die zich specialiseerde in gestileerde, figuratieve motorkapornamenten, vaak gegoten in brons en gesigneerd met ‘CBrau’. Brau’s sculpturen, die dieren zoals panters, leeuwen, adelaars, paarden en windhonden afbeelden, kenmerken zich door dynamische poses en geometrische vormen. Hij wordt geassocieerd met de art deco-periode, en zijn werken weerspiegelen de gestroomlijnde esthetiek van die tijd.
Brau ontwierp motorkapornamenten voor diverse luxe automerken, waaronder Messier Automobiles, Lévrier Automobiles, Lorraine-Dietrich en Delage. Hij creëerde onder andere een adelaarsmascotte voor Messier Automobiles (circa 1929), een windhondmascotte voor Lorraine-Dietrich (circa 1925) en een hurkend aapje voor Lévrier Automobiles (circa 1925). Zijn werken werden vaak verkocht via luxe verkooppunten, zoals het modehuis Hermès.